# Université de Corse
Université de Corse – francuski uniwersytet położony w mieście Corte na Korsyce. Uniwersytet jest częścią Akademii Korsykańskiej. Patronem uczelni jest Pasquale Paoli, bohater narodowy Korsyki, jedyny przywódca niepodległego państwa korsykańskiego a także jeden z inicjatorów budowy uniwersytetu który oficjalnie został otwarty w 1765 roku.
Obecnie na uczelni studiuje ponad 4200 uczniów wszystkich wydziałów oraz kierunków.

## Kampusy
Uniwersytet jest podzielony na trzy części którymi są:
- U Palazzu Naziunale – siedziba władz uczelnianych oraz administracji uniwersytetu,
- Le Campus Caraman – siedziba wydziału nauk społecznych, ekonomii, językoznawca, literatury a także siedziba biblioteki uniwersyteckiej,
- Le Campus Grossetti – siedziba wydziału nauk ścisłych, wydziału technologii, instytutu Euro-śródziemnomorskiego a także licznych akademików studenckich.